# Pluvigner
Pluvigner [plyviɲe] (en breton : Pleuwigner) est une commune française, située dans le département du Morbihan en région Bretagne.

## Géographie

### Localisation
Le bourg de Pluvigner se situe à vol d'oiseau à 23,0 km au nord-ouest de Vannes, à 26,8 km à l'est de Lorient et à 32,3 km au sud de Pontivy.

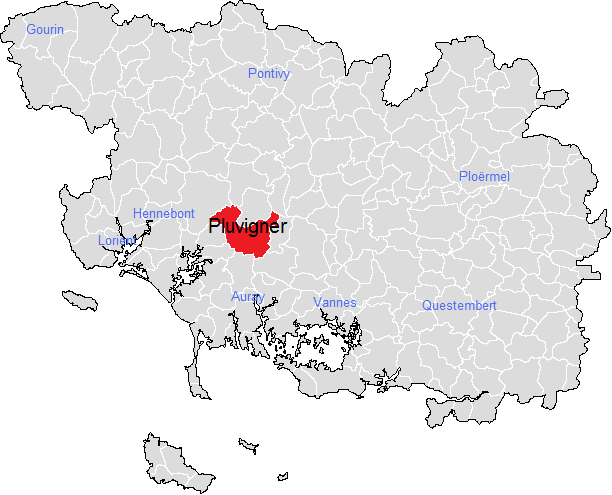
Emplacement de Pluvigner dans le Morbihan.

| Languidic | Camors    | La Chapelle-Neuve |
| Landévant | Pluvigner | Brandivy          |
| Landaul   | Brech     | Plumergat         |

### Géographie physique
Sa superficie est de 8 283 hectares dont 17 % constitue un massif forestier dense (bois de Trélécan, Kérisac, Kéronic) à proximité des forêts de Camors et de Floranges.
Son relief se caractérise par une pente nord-est, sud-ouest présentant un dénivelé de 90 mètres. Le point culminant atteint 144 mètres au lieu-dit le Soucho, le point le plus bas 24 mètres au lieu-dit Kernoël. Un réseau hydrographique très important délimite les frontières naturelles de la commune.

### Géologie
Un filon quartzeux cuprifère contenant notamment de la malachite, de l'erubescite et de la chalcopyrite, affleure près de Kergolven en Landaul et de Kerhilias en Pluvigner.

### Hydrographie
Pour un article plus général, voir Réseau hydrographique du Morbihan.
La commune est située dans le bassin Loire-Bretagne. Elle est drainée par l'Auray, la Demi-Ville, le Pont de Suliern, le Pont Fao, le ruisseau de Keronic, le Goah er Licenne, le Goah Roduhern, le ruisseau de Pont Christ, le ruisseau de Pont du, le Trideur et divers autres petits cours d'eau,.
L'Auray, d'une longueur de 56 km, prend sa source dans la commune de Plaudren et se jette  dans la baie de Quiberon en limite de Locmariaquer et de Baden, après avoir traversé dix communes. 
La Demi-Ville, d'une longueur de 21 km, prend sa source dans la commune  et se jette  dans le ria d'Étel à Sainte-Hélène, après avoir traversé sept communes. 

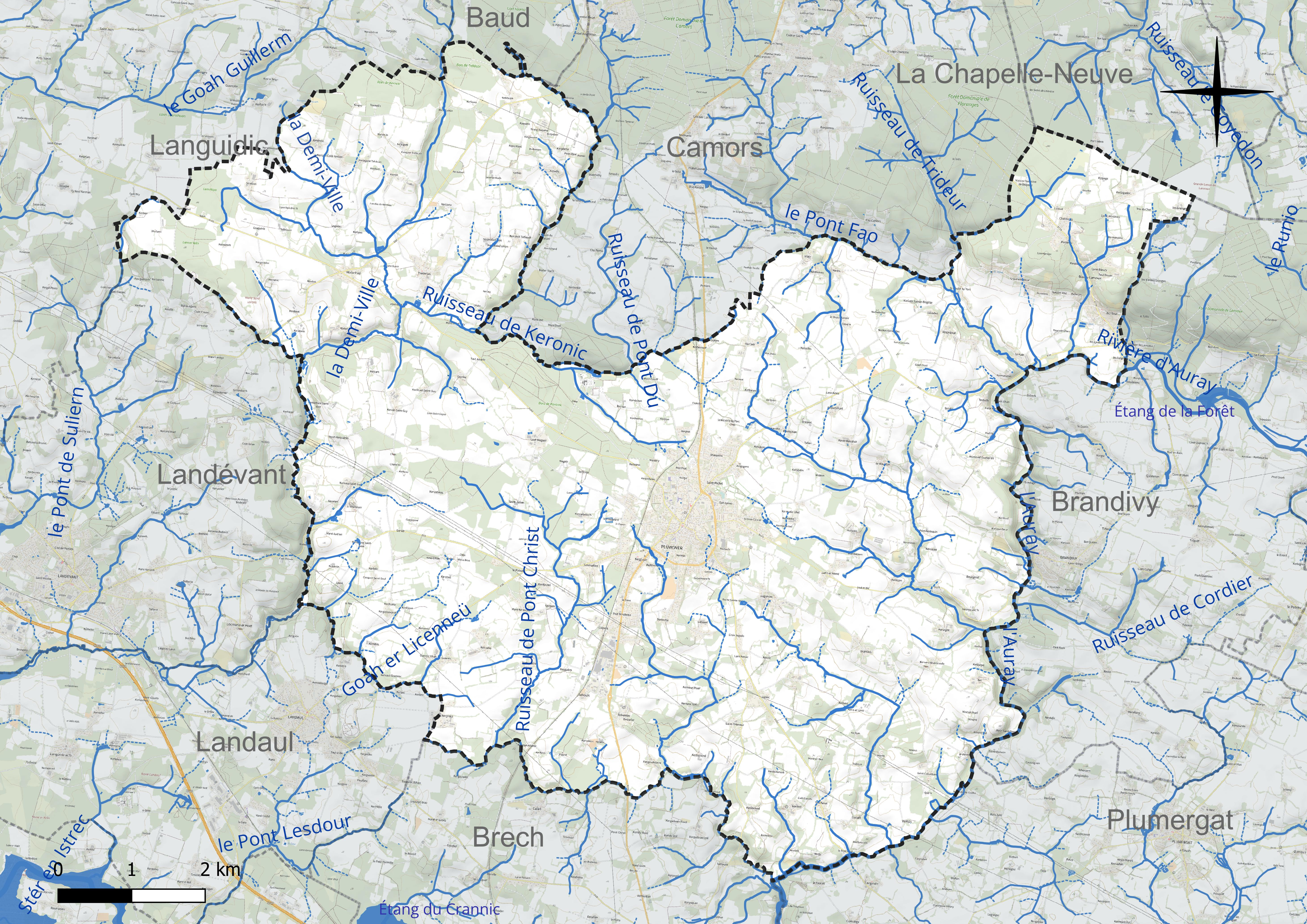
Réseau hydrographique de Pluvigner.

### Climat
Pour des articles plus généraux, voir Climat de la Bretagne et Climat du Morbihan.
En 2010, le climat de la commune est de type climat océanique franc, selon une étude du CNRS s'appuyant sur une série de données couvrant la période 1971-2000. En 2020, Météo-France publie une typologie des climats de la France métropolitaine dans laquelle la commune est exposée à un climat océanique et est dans la région climatique  Bretagne orientale et méridionale, Pays nantais, Vendée, caractérisée par une faible pluviométrie en été et une bonne insolation. Parallèlement l'observatoire de l'environnement en Bretagne publie en 2020 un zonage climatique de la région Bretagne, s'appuyant sur des données de Météo-France de 2009. La commune est, selon ce zonage, dans la zone « Intérieur », exposée à un climat médian, à dominante océanique.
Pour la période 1971-2000, la température annuelle moyenne est de 11,6 °C, avec une amplitude thermique annuelle de 11,8 °C. Le cumul annuel moyen de précipitations est de 973 mm, avec 13,9 jours de précipitations en janvier et 7,2 jours en juillet. Pour la période 1991-2020, la température moyenne annuelle observée sur la station météorologique la plus proche, située sur la commune d'Auray à 12 km à vol d'oiseau, est de 12,6 °C et le cumul annuel moyen de précipitations est de 969,3 mm,. Pour l'avenir, les paramètres climatiques de la commune estimés pour 2050 selon différents scénarios d'émission de gaz à effet de serre sont consultables sur un site dédié publié par Météo-France en novembre 2022.

## Urbanisme

### Typologie
Au 1er janvier 2024, Pluvigner est catégorisée bourg rural, selon la nouvelle grille communale de densité à sept niveaux définie par l'Insee en 2022.
Elle appartient à l'unité urbaine de Pluvigner, une unité urbaine monocommunale constituant une ville isolée,. Par ailleurs la commune fait partie de l'aire d'attraction de Pluvigner, dont elle est la commune-centre,. Cette aire, qui regroupe 1 communes, est catégorisée dans les aires de moins de 50 000 habitants,.

### Occupation des sols

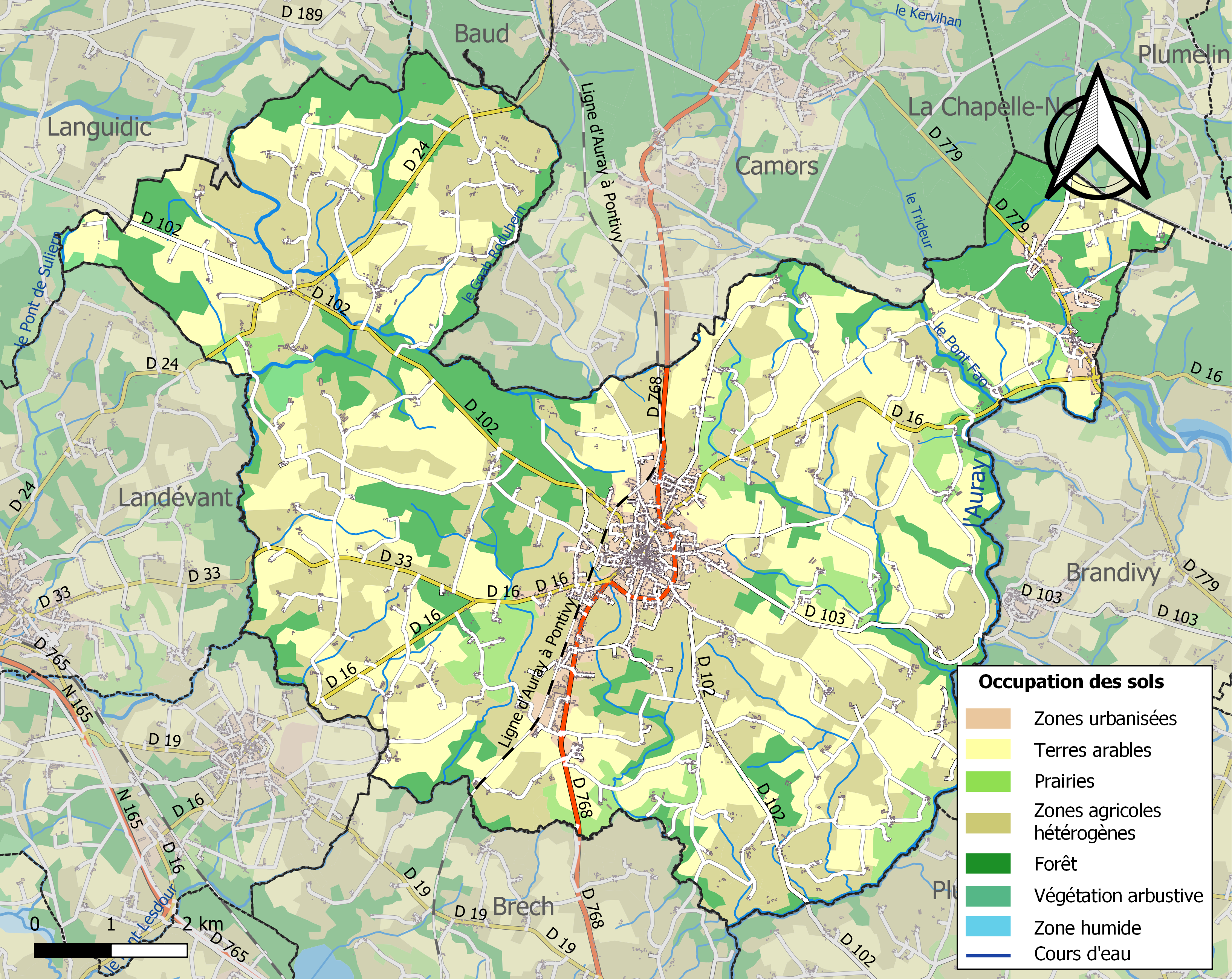
Carte des infrastructures et de l'occupation des sols de la commune en 2018 (CLC).

Le tableau ci-dessous présente l'occupation des sols de la commune en 2018, telle qu'elle ressort de la base de données européenne d'occupation biophysique des sols Corine Land Cover (CLC). La forêt occupe 1 545 ha soit 18,7 % de la surface communale. Les feuillus sont majoritaires mais les conifères sont bien représentés.
| Type d’occupation                                                                   | Pourcentage | Superficie (en hectares) |
| ----------------------------------------------------------------------------------- | ----------- | ------------------------ |
| Tissu urbain discontinu                                                             | 4,1 %       | 342                      |
| Zones industrielles ou commerciales et installations publiques                      | 0,9 %       | 72                       |
| Terres arables hors périmètres d'irrigation                                         | 34,0 %      | 2 818                    |
| Prairies et autres surfaces toujours en herbe                                       | 5,8 %       | 482                      |
| Systèmes culturaux et parcellaires complexes                                        | 30,5 %      | 2 530                    |
| Surfaces essentiellement agricoles interrompues par des espaces naturels importants | 5,5 %       | 458                      |
| Forêts de feuillus                                                                  | 6,1 %       | 502                      |
| Forêts de conifères                                                                 | 4,1 %       | 341                      |
| Forêts mélangées                                                                    | 8,5 %       | 702                      |
| Landes et broussailles                                                              | 0,1 %       | 10                       |
| Forêt et végétation arbustive en mutation                                           | 0,4 %       | 33                       |
| Source : Corine Land Cover                                                          |             |                          |

## Toponymie

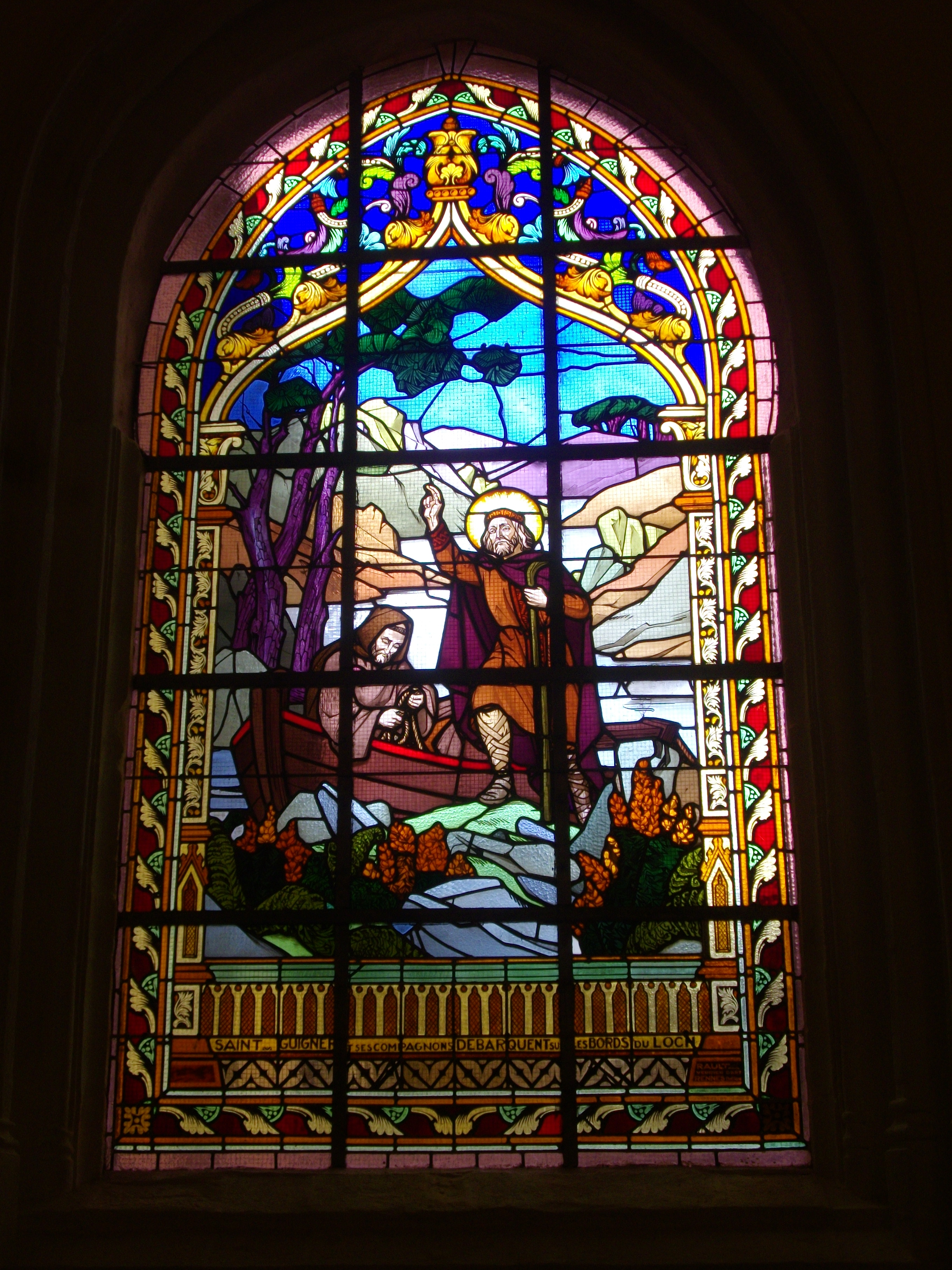
Saint Guigner, vitrail de l'église Saint-Guigner de Pluvigner.

Le nom de la localité est mentionné sous les formes Pleigvinner en 1259 ; Pleuvingner en 1327 ; Ploevigner en 1387 ; Plouigner en 1405 ; Pluvigner en 1428 ; Plevigner en 1453 ; Ploegner en 1516 ; Plevigner en 1636.
Le nom de la commune est d'origine bretonne. Il est issu de l'appellatif toponymique Ploe, signifiant « paroisse », et de l'anthroponyme Guigner, renvoyant à Saint Guigner, saint patron éponyme de la commune.
Pleuwigner en breton.
En gallo, le nom de la commune est attesté sous la forme Plluvignë prononcé [pjyviɲə],[réf. à confirmer].

## Histoire

### Âge du fer et période romaine
Entre 1983 et 1988, une fouille de sauvetage permet la mise au jour d'un habitat gaulois au lieu-dit « Le Talhouët ». Le site, daté de La Tène moyenne à finale, couvre une surface d'environ 1 hectare et demi. Il est composé de deux enclos emboîtés, d'une maison circulaire et d'un bâtiment de stockage, type grange. Diverses sépultures jouxtent le site. L'ensemble est probablement à mettre en relation avec le peuple des Vénètes, qui contrôlait alors ce territoire.

### Moyen Âge
Un trésor monétaire, le trésor de Pluvigner, contenait des pièces cachées à la fin de la Guerre de succession de Bretagne entre 1360 et 1364 ; il contenait notamment 259 monnaies flamandes, qui constituaient 84 % de l'ensemble de ce trésor monétaire. Ce trésor est peut-être à mettre en lien avec la bataille d'Auray, qui a eu lieu à cette époque non loin de là.

### Temps modernes
Pierre Le Gouvello, chevalier de Keriolet, né en 1602 à Auray (il passa son enfance au château de Kerlois), fut agnostique, athée et mena une vie dissolue. En 1636, il se rendit à Loudun pour y observer les Folles de Loudun ; il se convertit alors et devint religieux, transformant son château en hospice pour les pauvres.
En 1687-1688, des violences ont lieu à Pluvigner contre les caquins de Bretagne, descendants supposés des lépreux médiévaux. La population s'oppose aux autorités qui voulait interdire la coutume empêchant aux caquins d'enterrer leur morts au cimetière paroissial.
Quatre missions paroissiales prêchées par des Lazaristes, furent organisées à Pluvigner en 1697, 1706, 1713 et 1728.
La trève de Saint-Bieuzy, qui dépendait sous l'Ancien Régime de la paroisse de Pluvigner, devint une commune en 1793, mais celle-ci fut incorporée dans celle de Pluvigner avant 1806.

### Révolution française
Le 4 juin 1795, les chouans de Georges Cadoudal repoussent une attaque républicaine contre un de leurs camps dans la forêt de Floranges.
En 1799, des bandes royalistes, formées en bonne partie d'hommes de Pluméliau, Grand-Champ, Pluvigner, Plumergat, etc. formèrent un rassemblement de 5 à 6 000 hommes.

### LeXIXesiècle

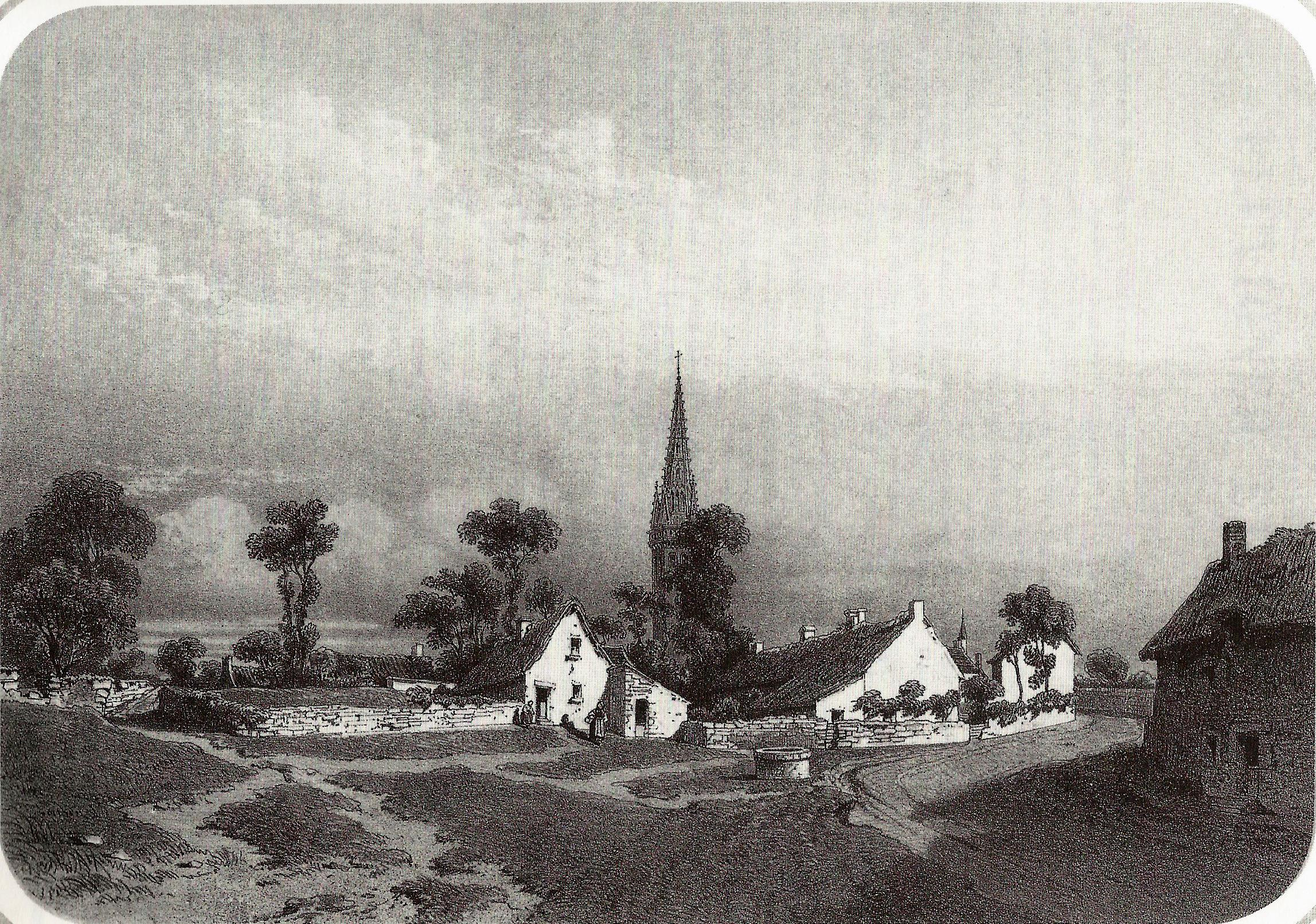
Pluvigner, dessin de Thomas Drake et lithographie d'Henri Daniaud, 1860.

En décembre 1864 ouvre la ligne des Chemins de fer d'Orléans, d'Auray à Napoléonville (Pontivy), en passant par Pluvigner. La ligne est ouverte au transport des voyageurs (trois trains par jour dans chaque sens) et au transport du fret. La ligne de chemin de fer d'Auray à Napoléonville (Pontivy) fut inaugurée le 18 décembre 1864 : « La première station que l'on rencontre est celle de Pluvigner, à peu de distance du gros bourg de ce nom. L'aspect du paysage est triste et monotone. De vastes landes. Peu de traces de cultures. La végétation [les plantes cultivées] est absente sur ce sol qui appelle, à grands cris, les efforts de l'homme. Mais nous entrons dans la forêt de Camors (...) ». La liaison s'arrêta en 1951 et la gare disparait en 1981.
Le monument aux morts de Pluvigner porte les noms de 19 soldats morts pour la France pendant la guerre de 1870.
Une épidémie de dysenterie fit 600 malades (dont 46 moururent) à Pluvigner en 1876. Le docteur Alfred Fouquet explique la propagation de la maladie par les conditions de vie déplorables des habitants de la région qui « ne prennent absolument aucun soin, soit de leur propreté, soit de celle de leurs maisons. Ils jettent les selles des malades devant leur porte et parfois les vident dans la maison même, au milieu des cochons et des poulets, au milieu desquels ils grouillent. (...) Ils se refusent d'ailleurs à prendre aucun médicament ».

### LeXXesiècle

#### La Belle Époque
Le curé de Pluvigner vit son traitement suspendu en janvier 1903 pour avoir prêché et enseigné le catéchisme en breton.
En 1909 est créée l'association des « Keriolets de Pluvigner », vouée initialement à des activités d'éducation physique et gymnique et à une fanfare. Le nom choisi fait référence à Pierre Le Gouvello de Keriolet ; la section football est créée en 1921.

#### La Première Guerre mondiale
Le monument aux morts de Pluvigner porte les noms de 342 soldats morts pour la France pendant la Première Guerre mondiale.

#### L'Entre-deux-guerres
Un soldat de Pluvigner (Joseph Messager) est mort pour la France au Maroc à la suite du combat d'Oued-Amrine en 1925.

#### La Seconde Guerre mondiale
Le 23 janvier 1943, un bombardier américain B-17, endommagé lors d’une mission et poursuivi par deux avions allemands, s’écrasa dans le bois de Kéronic. Sept aviateurs furent tués et trois survécurent. Deux stèles ont été inaugurées le 5 novembre 1994 en présence de Charles Roth, survivant, et de Mel Schulstad, pilote habituel mais absent le jour de la mission.

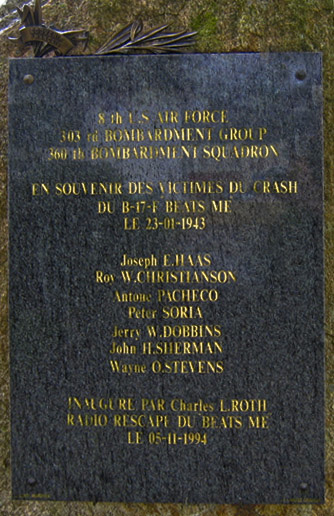
Plaque de la stèle près de la mairie.
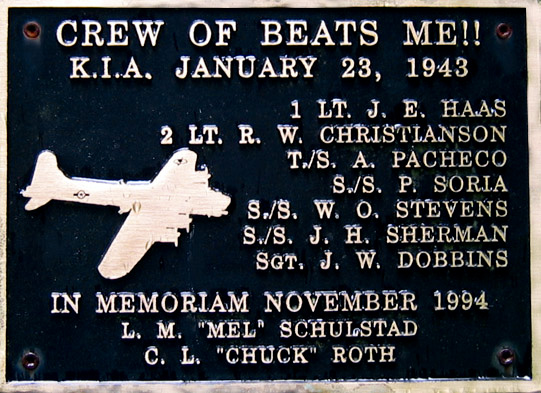
Plaque de la deuxième stèle dans le bois de Kéronic.

À la fin du mois de juin 1944, la compagnie FFI dirigée par le capitaine Henri Le Frapper participa dans la région de Pluvigner et Brandivy à des actions de harcèlement contre les troupes allemandes ; le 28 juin 1944, sept résistants FFI furent tués près du carrefour de La Forêt-Le Purgatoire en Brandivy. Cinq autres furent fusillés par les Allemands le même jour au lieu-dit Chanticoq à Bieuzy-Lanvaux. Neuf autres résistants furent fusillés le 21 juillet 1944 au lieu-dit Le Véniel.
Le monument aux morts de Pluvigner porte les noms de 76 personnes mortes pour la France pendant la Seconde Guerre mondiale ; parmi elles, trois membres de la famille Elstein, réfugiée à Pluvigner en octobre 1940 et morts en déportation, victimes de la Shoah, au camp de concentration d'Auschwitz en 1942.

#### L'après Seconde Guerre mondiale
Sept soldats originaires de Pluvigner sont morts pour la France pendant la Guerre d'Indochine et quatre pendant la Guerre d'Algérie.

### LeXXIesiècle
Le 19 septembre 2019, un avion de chasse F-16 de l'armée de l'air belge, parti de la base de Florennes et devant se ravitailler en carburant à Lann-Bihoué, s'écrase au lieu-dit « Le Poteau » en Pluvigner en raison d'une avarie de moteur, détruisant en partie une maison lors du crash ; les deux pilotes purent s'éjecter à temps, l'un d'eux restant suspendu par son parachute pendant deux heures à une ligne à haute tension.

## Économie
Agriculture
- 127 exploitations et 140 exploitants en l'an 2002.

Industrie
- « Hill-rom », un des leaders mondiaux de mobilier pour le domaine médical, environ 350 salariés[52].
- « Bretagne Chrome », environ 50 salariés.

## Politique et administration
Chef-lieu de canton qui regroupe les communes de Brech, Camors, Landaul et Landévant, Pluvigner centralise les syndicats intercommunaux tels que le S.I.V.O.M. et le S.I.V.U. Au total, 21 913 habitants en 2011.

### Liste des maires
| Période                                  | Période          | Identité                              | Étiquette     | Qualité                                                           |
| ---------------------------------------- | ---------------- | ------------------------------------- | ------------- | ----------------------------------------------------------------- |
| Les données manquantes sont à compléter. |                  |                                       |               |                                                                   |
| 1er septembre 1830                       | 13 mars 1836     | Ange Marie Constant Caris (1805-1865) |               | Notaire Conseiller d'arrondissement                               |
| Les données manquantes sont à compléter. |                  |                                       |               |                                                                   |
| 14 mai 1871                              | 24 mars 1878     | René Harscouët de Saint-George        | Droite        |                                                                   |
| 24 mars 1878                             | 30 avril 1882    | Julien Babylas Morel                  |               |                                                                   |
| 30 avril 1882                            | 5 novembre 1890  | René Harscouët de Saint-George        | Droite        |                                                                   |
| 5 novembre 1890                          | 21 décembre 1890 | Edmond Cheminant                      |               |                                                                   |
| 21 décembre 1890                         | 15 mai 1904      | René Harscouët de Saint-George        | Droite        | Conseiller général (1890 → 1905)                                  |
| 15 mai 1904                              | 17 mai 1908      | Julien de Keroüallan                  |               |                                                                   |
| 17 mai 1908                              | 29 octobre 1944  | Paul Harscouët de Saint-George        |               |                                                                   |
| 29 octobre 1944                          | 18 mai 1945      | Pierre Pascal                         | Rad.          | Médecin Ancien conseiller général (1925 → 1940)                   |
| 18 mai 1945                              | 26 octobre 1947  | René Harscouët de Saint-George        |               |                                                                   |
| 26 octobre 1947                          | 20 novembre 1966 | Guigner Le Strat                      | RPF puis DVD  | Forestier Conseiller général (1949 → 1961)                        |
| 20 novembre 1966                         | 11 juin 1995     | Eugène Le Couviour                    | RI puis DVD   | Entrepreneur Conseiller général (1967 → 1979) Conseiller régional |
| 11 juin 1995                             | 30 mars 2014     | Guigner Le Henanff                    | DVD           | Fleuriste retraité                                                |
| 30 mars 2014                             | 4 juillet 2020   | Gérard Pillet                         | DVG puis LREM | Retraité de la SNCF                                               |
| 4 juillet 2020                           | En cours         | Diane Hingray                         | PS            | Juriste, adjointe de son prédécesseur                             |

## Démographie
L'évolution du nombre d'habitants est connue à travers les recensements de la population effectués dans la commune depuis 1793. Pour les communes de moins de 10 000 habitants, une enquête de recensement portant sur toute la population est réalisée tous les cinq ans, les populations de référence des années intermédiaires étant quant à elles estimées par interpolation ou extrapolation. Pour la commune, le premier recensement exhaustif entrant dans le cadre du nouveau dispositif a été réalisé en 2006.

En 2022, la commune comptait 7 644 habitants, en évolution de +2,19 % par rapport à 2016 (Morbihan : +3,82 %, France hors Mayotte : +2,11 %).
| 1793  | 1800  | 1806  | 1821  | 1831  | 1836  | 1841  | 1846  | 1851  |
| ----- | ----- | ----- | ----- | ----- | ----- | ----- | ----- | ----- |
| 4 480 | 4 546 | 4 440 | 4 340 | 4 534 | 4 663 | 4 695 | 4 756 | 4 793 |

| 1856  | 1861  | 1866  | 1872  | 1876  | 1881  | 1886  | 1891  | 1896  |
| ----- | ----- | ----- | ----- | ----- | ----- | ----- | ----- | ----- |
| 4 743 | 4 699 | 4 872 | 4 669 | 4 848 | 5 005 | 4 984 | 5 078 | 5 161 |

| 1901  | 1906  | 1911  | 1921  | 1926  | 1931  | 1936  | 1946  | 1954  |
| ----- | ----- | ----- | ----- | ----- | ----- | ----- | ----- | ----- |
| 5 254 | 5 437 | 5 512 | 5 224 | 5 434 | 5 410 | 5 377 | 5 256 | 4 793 |

| 1962  | 1968  | 1975  | 1982  | 1990  | 1999  | 2006  | 2011  | 2016  |
| ----- | ----- | ----- | ----- | ----- | ----- | ----- | ----- | ----- |
| 4 602 | 4 494 | 4 537 | 4 725 | 4 872 | 5 428 | 6 315 | 7 094 | 7 480 |

| 2021  | 2022  | - | - | - | - | - | - | - |
| ----- | ----- | - | - | - | - | - | - | - |
| 7 651 | 7 644 | - | - | - | - | - | - | - |

- La population de Pluvigner est actuellement en constante progression. C'est une population jeune, composée à 30 % de moins de 25 ans.

## Langue bretonne
L’adhésion à la charte Ya d’ar brezhoneg a été votée par le conseil municipal le 9 novembre 2006. La commune a reçu le label de niveau 1 de la charte le 19 juin 2010.
À la rentrée 2017, 134 élèves étaient scolarisés dans la filière bilingue catholique.

## Culture locale et patrimoine

### Lieux et monuments
Églises ou chapelles

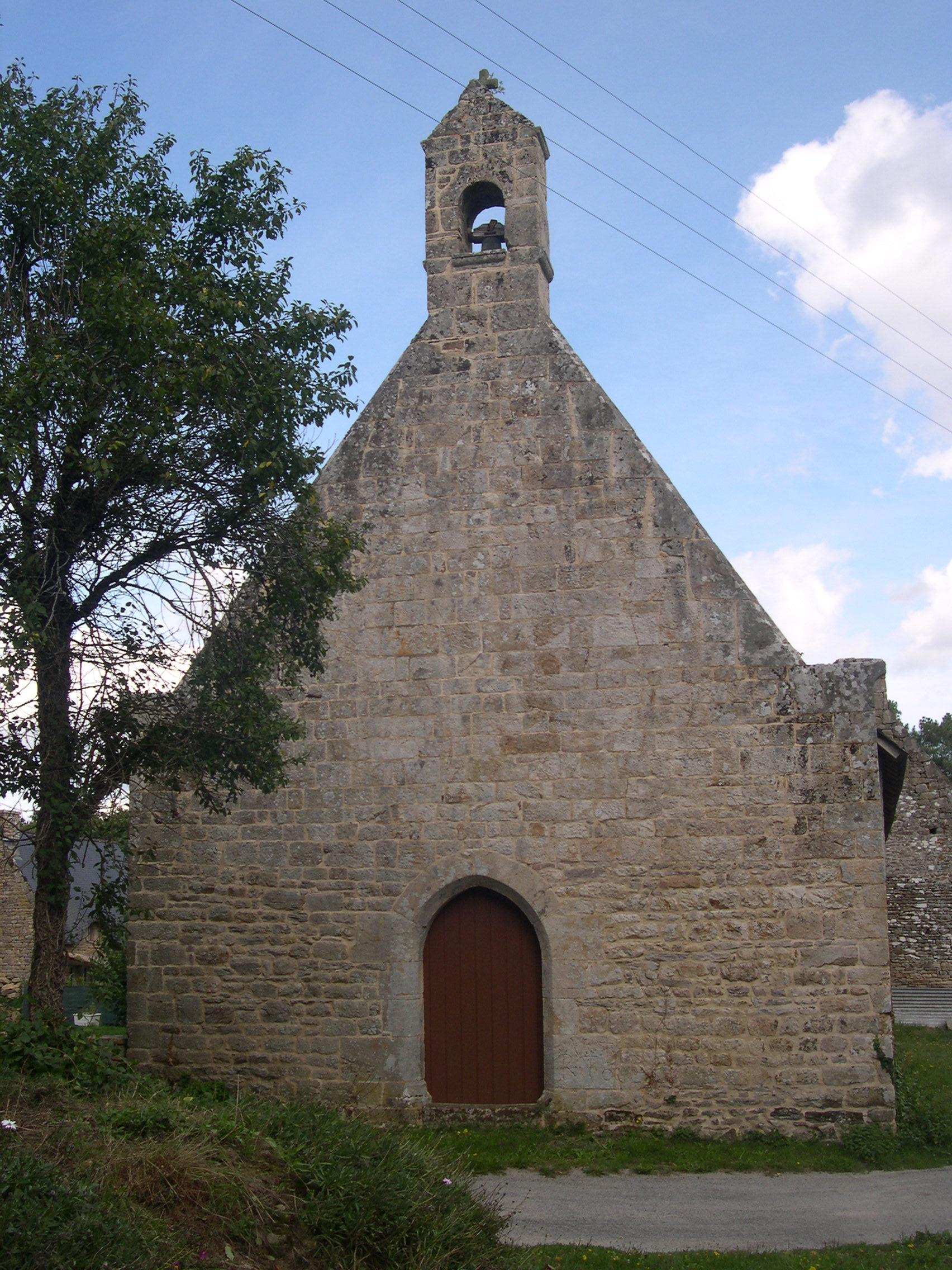
La chapelle Saint-Colomban.

- Chapelle Notre-Dame des Orties - XVe siècle
- Église paroissiale Saint-Guigner - XVIe siècle
- Chapelle Saint-Adrien - XVe siècle
- Chapelle Saint-Colomban - XVe siècle
- Chapelle de la Trinité - Fin XVe siècle (Le Moustoir)
- Chapelle de Notre-Dame-de-la-Miséricorde - XVIe siècle
- Chapelle Saint-Mériadec - XVIe siècle
- Chapelle Sainte-Brigitte - XVIe et XVIIe siècles
- Chapelle Saint-Guy - Vers 1600
- Chapelle Notre-Dame-de Fatima-aux-Granges - 1895. Depuis 1962, la chapelle est utilisée par la communauté CPCR qui organise à côté des retraites ignatiennes[61].
- Chapelle de Saint-Bihui - XVIe siècle
- Chapelle de Saint-Goal - XVIIe siècle
- Chapelle Saint-Fiacre à Trélecan - XVe siècle
- Chapelle Saint-Guénaël - XIXe siècle

Les châteaux
- Château de Kerlois - XVIIe siècle

Le château, qui appartint à Pierre Le Gouvello de Keriolet, date pour l'essentiel du XVIIe siècle (façade) mais conserve quelques éléments du XVe siècle. Au début de ce siècle, il appartenait alors à Eon de Kernigues, écuyer du duc Jean V. Depuis 1800, le château est la propriété de la famille Le Bobinnec. La chapelle privée a été bâtie par la mère de Pierre Le Gouvello de Keriolet, en action de grâces pour la conversion de son fils à Loudun.
- Château de Keronic - XVIe siècle

Jadis appelée Queronic, c'est une imposante demeure des XVe / XVIIe siècles, mais largement remaniée par la famille Harscouët de Saint Georges vers 1860. C'est toujours la propriété de cette famille, représentée actuellement par le vicomte Christian de La Tullaye. Situé au milieu de grands bois, le logis comporte une grande chapelle. En outre, une autre chapelle existe dans le parc le long d'une allée, au sud du château.
- Château de Rimaison - Avant le XVIIIe siècle
- Château de Tancarville : il est en ruine dès le XVIIIe siècle. Cependant, la chapelle Saint-Fiacre, ancienne chapelle du château, est toujours debout.

Autre monuments ou sites dignes d'intérêts
- La fontaine Saint-Guigner (1526)
- Le tertre tumulaire de Souho
- Les stèles de Pluvigner et Cosquéric (âge du fer) ;
- Plusieurs mottes féodales situées à Coët, Magoër, Kerchéro, Kerbernard ou Goh Castel Xe et XIe siècles ;
- Des sépultures de l'âge de fer ;

### Tourisme
- Le site gaulois de Talhouët composé de maisons d’habitation, de structures domestiques, ainsi que de sépultures datant des IIe et IIIe siècles avant notre ère.
- L’église Saint-Guigner du XVIe siècle et sa grande fontaine accolée à un lavoir.
- Les arcades de la chapelle Notre-Dame-des-Orties en face de l’église : seuls éléments restant de la chapelle.
- Les nombreuses chapelles et leurs pardons où la musique bretonne tient une place importante : chapelle Saint-Colomban, chapelle de la Trinité, chapelle Saint-Mériadec, chapelle Sainte-Brigitte, chapelle Saint-Guy, chapelle Notre-Dame de Fatima, chapelle Saint-Bihui, chapelle Saint-Goal, chapelle Saint-Fiacre et chapelle Saint-Guénaël.
- La chapelle Notre-Dame-de-Miséricorde, lieu de prière de Pierre de Kériolet surnommé le « diable de Kerlois ». Il mène une vie de débauche avant de se convertir. La chapelle impressionne par la richesse de son mobilier et de ses sablières sculptées de nombreuses têtes énigmatiques.
- Le circuit de Talhouët (10 km) disponible à l’antenne de Pluvigner, en mairie.

### Culture
Pluvigner dispose d'un centre culturel municipal, le Stang, inauguré le 6 avril 2024, qui regroupe une salle de spectacle, une école de musique et de danse, et une médiathèque.

### Enseignement
Pluvigner compte trois écoles et un collège.
- École Joseph-Rollo ;
- École Saint-Guignier ;
- École Sainte-Anne ;
- Collège du Goh-Lanno.

### Sports
- Clubs de football :
  - Les "Keriolets de Pluvigner" (évoluant en R1) ; ce club a atteint en 2007 les 32e de finale de la Coupe de France de football (battus par l'US Le Mans) ; le club a été fondé en 1909 (c'était alors une association catholique pratiquant des activités d'éducation physique et gymnique ainsi que de fanfare), la section football étant créée en 1921. Le club porte le nom du chevalier de Keriolet[64].
  - l'"AS Pluvigner" (évoluant en D2) ;
- Club de volley-ball ;
- "Pluvigner Rugby Club" a une école de rugby de 60 enfants environ et 40 seniors. L'équipe fanion évolue en 1re série ;
- Rollers Cop, Club de roller .
- Tennis Club Pluvigner. En 1976, le Club Omnisport de Pluvigner est créé. Le tennis est une des sections, il prend son indépendance en 1988 et devient le Tennis Club Pluvigner. Il compte actuellement 110 licenciés dont une majorité de jeunes. Il propose le tennis en loisir et en compétition à partir de 4 ans. L’équipe pédagogique comprend 2 entraîneurs diplômés. Le TC Pluvigner a engagé 2 équipes seniors hommes (D2 et D3), une équipe senior dames D2 et 4 équipes jeunes pour la saison 2022.
- Pluvigner Basket Ball

### Jumelages
- Cahirciveen (Irlande) depuis 1984.

### Personnalités liées à la commune
- Paul René Harscouet de Saint-George, (1807-1870), homme politique né et décédé à Pluvigner, député du Morbihan de 1849 à 1851.
- L’abbé Joseph Le Bayon dit Job Le Bayon (1876-1935), auteur dramatique, est né à Pluvigner.
- Le gendarme Pierre Annic, résistant, est né au lieu-dit Les Granges, à Bieuzy-Lanvaux, ancienne trève de Pluvigner[65].
- Jean-Marie Goasmat (1913-2006), cycliste réputé pour ses performances dans le Tour de France d'après-guerre, vivait à Pluvigner.
- Yvon Palamour (1932-2018) y est né, ébéniste d'art, sonneur, luthier, conférencier, récipiendaire de l'Ordre de l'Hermine, promotion 2015 dont la famille est originaire de la commune depuis le XVIe siècle[66].

### Héraldique
|  | Les armoiries de Pluvigner se blasonnent ainsi : Écartelé de gueules et d'or ; à la bordure engrêlée brochant de l'un en l'autre. |